# Руда Журавецька
Руда Журавецька (пол. Ruda Żurawiecka) — село в Польщі, у гміні Любича-Королівська Томашівського повіту Люблінського воєводства.
Населення — 251 особа (2011).
Розташоване на Закерзонні (в історичному Надсянні).

## Історія
У 1975—1998 роках село належало до Замойського воєводства.

## Демографія
Демографічна структура станом на 31 березня 2011 року:
|          | Загалом | Допрацездатний вік | Працездатний вік | Постпрацездатний вік |
| -------- | ------- | ------------------ | ---------------- | -------------------- |
| Чоловіки | 131     | 24                 | 93               | 14                   |
| Жінки    | 120     | 21                 | 70               | 29                   |
| Разом    | 251     | 45                 | 163              | 43                   |